# Escalator
| Оценки критиков | Оценки критиков |
| Источник        | Оценка          |
| --------------- | --------------- |
| Джулиан Коуп    | (Нет оценки)    |
| Allmusic        | [ 3 ]           |

Escalator — единственный полноценный студийный альбом группы Sam Gopal, выпущенный в 1969 году на маленьком лейбле Stable Records. Также отдельно от альбома группа выпустила сингл «Horse», би-сайдом которого стала кавер-версия песни Вилли Диксона «Back Door Man», позднее включённая в альбом в качестве бонус-трека. При записи альбома к группе присоединился Иэн Фрейзер Килмистер (более известный как Лемми), который ранее играл в группе The Rockin’ Vickers, но в титрах он был указан как Иэн Уиллис, с учётом того, что он тогда взял себе фамилию своего отчима Джорджа Уиллиса.

## Список композиций
Слова и музыка всех песен — сама группа, за исключением отмеченных.
| №  | Название                          | Длительность |
| -- | --------------------------------- | ------------ |
| 1. | «Cold Embrace»                    | 3:20         |
| 2. | «The Dark Lord»                   | 3:40         |
| 3. | «The Sky is Burning» (Иэн Уиллис) | 2:30         |
| 4. | «You're Alone Now»                | 3:41         |
| 5. | «Grass» (Иэн Уиллис)              | 4:03         |
| 6. | «It's Only Love» (Иэн Уиллис)     | 4:18         |

| №   | Название                        | Длительность |
| --- | ------------------------------- | ------------ |
| 7.  | «Escalator» (Иэн Уиллис)        | 2:49         |
| 8.  | «Angry Faces» (Лео Дэвидсон)    | 4:03         |
| 9.  | «Midsummer Night's Dream»       | 2:14         |
| 10. | «Season of the Witch» (Донован) | 4:27         |
| 11. | «Yesterlove» (Иэн Уиллис)       | 4:55         |

| №   | Название                       | Длительность |
| --- | ------------------------------ | ------------ |
| 12. | «Horse»                        | 3:33         |
| 13. | «Back Door Man» (Вилли Диксон) | 3:06         |

## Участники записи
- Сэм Гопал[4]: табла, перкуссия
- Иэн Уиллис (Лемми Килмистер): вокал, ведущая и ритм-гитара
- Роджер Д’Элия: ведущая, акустическая и ритм-гитара
- Фил Дюк: бас-гитара